# Hedduru, Tirthahalli
Hedduru là một làng thuộc tehsil Tirthahalli, huyện Shimoga, bang Karnataka, Ấn Độ.